# Járngreipr

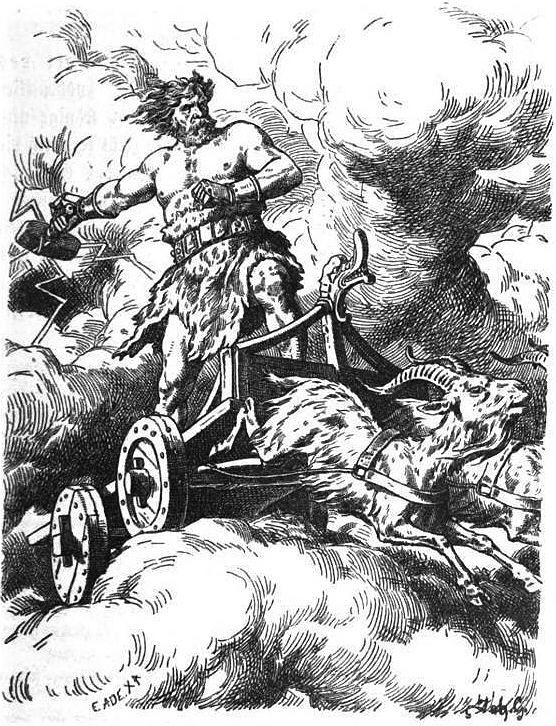
"Thor", par Johannes Gehrts.

Dans la mythologie nordique, Járngreipr ou Járnglófi sont les gants de fer du dieu Thor. Selon l’Edda de Snorri, tout comme le marteau Mjöllnir et la ceinture Megingjord, Járngreipr fait partie des trois possessions fondamentales de Thor.

## Étymologie
Le nom de Jarngreipr vient des mots norrois járn ("fer"), du proto-germanique *īsarną (voir l'allemand Eisen, le frison occidental izer, le néerlandais ijzer, le gothique 𐌴𐌹𐍃𐌰𐍂𐌽, l'anglais iron), et greip, du verbe grípa ("saisir"). Glófi signifie gant en vieux norrois et vient du proto-germanique *galōfô.